# Nektários Santoriniós
Nektários Santoriniós (en grec Νεκτάριος Σαντορινιός), né en 1972 à Rhodes en Grèce, est un homme politique grec.

## Biographie
Aux élections législatives grecques de janvier 2015, il est élu député au Parlement grec sur la liste de la SYRIZA dans la circonscription du Dodécanèse.